# Steico
 (octobre 2022).

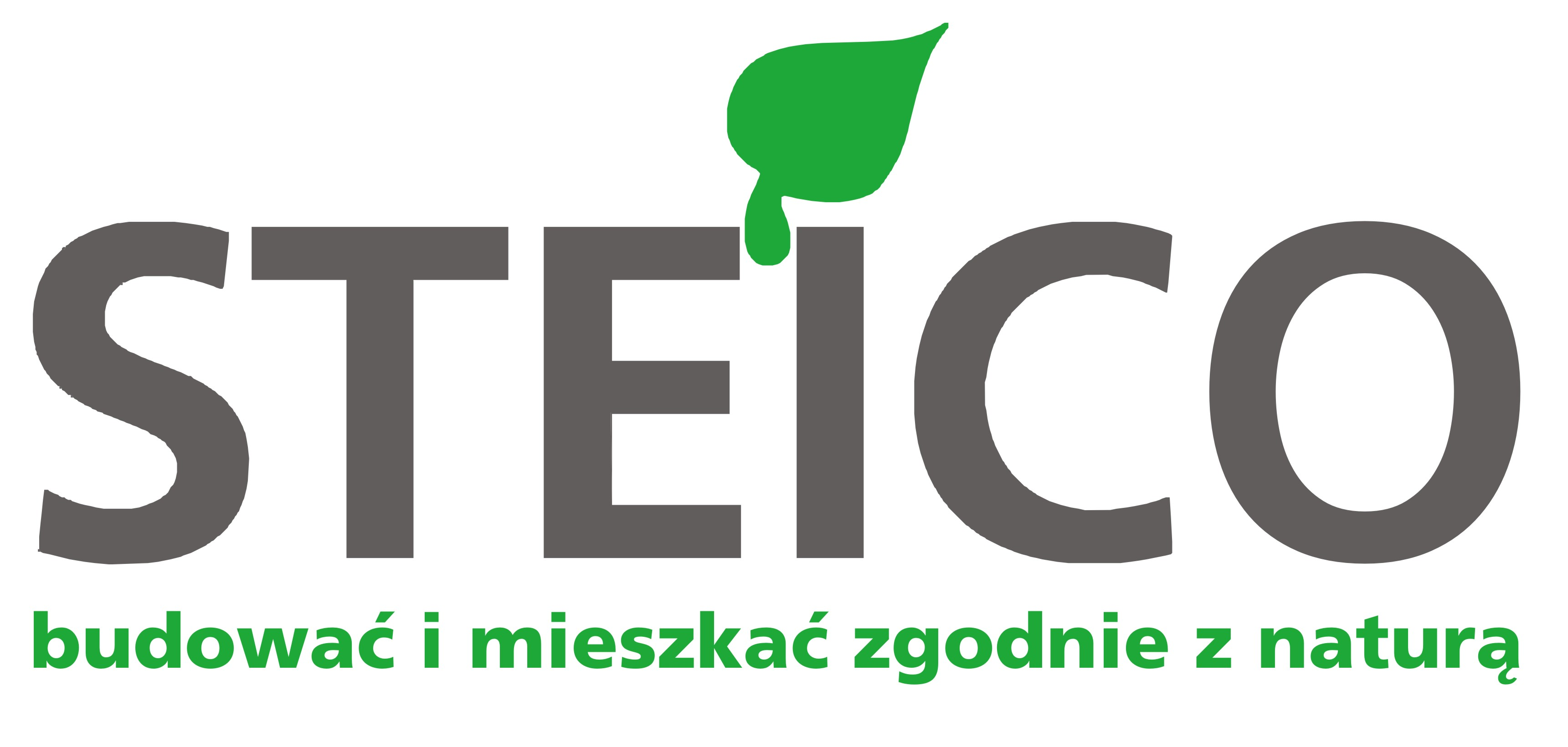
Logo STEICO S.A.

Steico est une entreprise allemande spécialisée dans les produits de construction fabriqués à partir de matières premières renouvelables. Le siège social de la société mère Steico SE se trouve à Feldkirchen près de Munich.

## Historique et description
Les actions de la société sont négociées de gré à gré depuis 2007, Steico SE étant cotée sur le segment boursier m:access. En 2021, le groupe Steico a réalisé un chiffre d'affaires d'environ 388 millions d'euros et employait environ 2 000 personnes. En tant qu'entreprise internationale, la société possède des filiales en Pologne, en France et en Grande-Bretagne. Les sites de production du groupe Steico sont également situés en Pologne et en France. De 2016 à 2018, Steico a pu augmenter la production d'énergie de son groupe à partir de la biomasse de 79 % et le rendement énergétique de son procédé de fabrication de 17 %. En 2019, le fonctionnement des usines de production polonaises a été entièrement basculé sur la biomasse.